# Popowo (Cewice)
Popowo [pɔˈpɔvɔ] (deutsch Poppow; kaschubisch Pòpòwò) ist ein Dorf im Verwaltungsbezirk Gmina Cewice (Zewitz) in der polnischen Woiwodschaft Pommern. 

## Geographische Lage
Dass Dorf liegt in Hinterpommern, etwa 10 km nordöstlich von Cewice (Zewitz), 11 km südöstlich von Lębork (Lauenburg in Pommern) und 52 km westlich von Danzig.

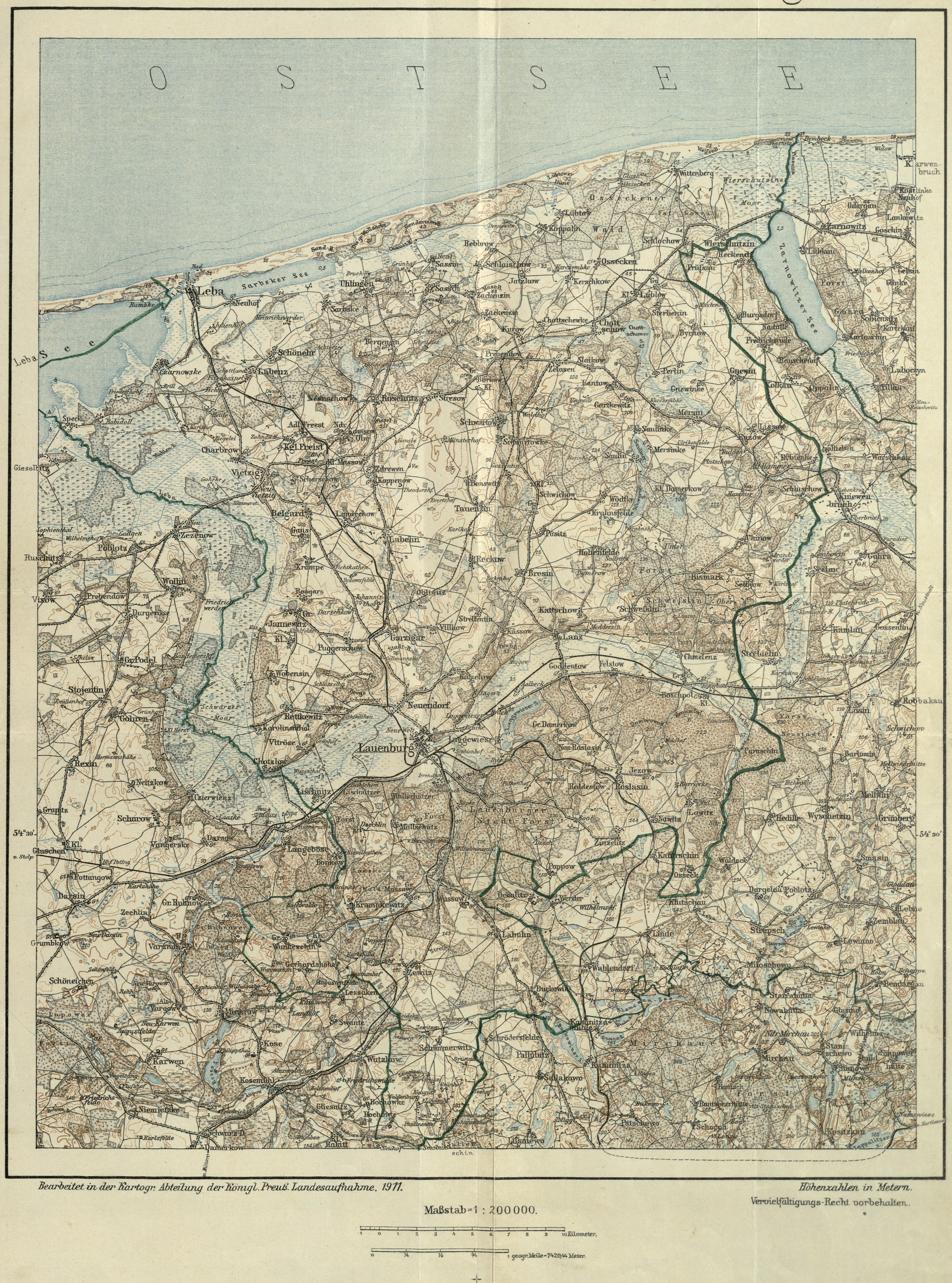
Poppow, südsüdöstlich der Stadt Lauenburg in Pommern, westsüdwestlich von Neustadt in Westpreußen und westnordwestlich des Dorfs Linde, auf einer Landkarte von 1911

## Geschichte
Im Jahr 1599 befand sich die auf Labuhn sesshafte Familie von Grelle im Besitz von Poppow; 1628 war Poppow ein freies Panengut mit acht Hufen. Im 18. Jahrhundert kam das kleine Vorwerk in den Besitz der Familie Weiher, die noch 1829 hier vertreten war. Es folgten dann weitere Besitzerwechsel.
Als nach dem Ersten Weltkrieg der Versailler Vertrag die Verlegung des Polnischen Korridors durch das Reichsgebiet im benachbarten Westpreußen vorsah, wurde am 2. August 1919 der Gutsbezirks Ockalitz aus dem Kreis Neustadt in Westpreußen in den Amtsbezirk Zewitz des Kreises Lauenburg in Pommern eingegliedert.  Am 30. September 1928 erfolgte die Eingliederung des Gutsbezirks Ockalitz aus dem Amtsbezirk Zewitz in die Landgemeinde Poppow.
Anfang der 1930er Jahre hatte die  Landgemeinde Poppow eine Flächengröße von 7,9 km². Innerhalb der Gemeindegrenzen standen insgesamt 38 bewohnte Wohnhäuser an zwei verschiedenen Wohnstätten:
1. Occalitz
2. Poppow

Bis 1945 bildete Poppow eine Landgemeinde im Landkreis Lauenburg i. Pom. in der preußischen Provinz Pommern im Deutschen Reich. Poppow war dem Amtsbezirk Roslasin geordnet.
Gegen Ende des Zweiten Weltkriegs besetzte Anfang März 1945 die Rote Armee die Region. Bald darauf wurde der Kreis Lauenburg von der Sowjetunion zusammen mit ganz Hinterpommern der Volksrepublik Polen zur Verwaltung überlassen. Anschließend begann die Zuwanderung polnischer Zivilisten, von denen die deutschen Dorfbewohner aus ihren Häusern und Gehöften gedrängt wurden. Der Ortsname Poppow wurde zu Popowo polonisiert. In der darauf folgenden Zeit wurden die einheimischen Dorfbewohner von der polnischen Administration aus Poppow vertrieben.

## Kirche

### Kirchspiel bis 1945
Die vor 1945 hier lebenden Dorfbewohner gehörten mehrheitlich der evangelischen Konfession an. Die evangelischen Einwohner von Ockalitz gehörten zum evangelischen Kirchspiel in Labuhn. 
Die Katholiken gehörten zum katholischen Kirchspiel Roslasin.

### Polnisches Kirchspiel seit 1945
Die seit 1945 und Vertreibung der einheimischen Dorfbewohner anwesende polnische Einwohnerschaft ist überwiegend katholisch.
Hier lebende evangelische Polen sind dem weit entfernten Pfarramt der Kreuzkirchengemeinde in Stolp in der Diözese Pommern-Großpolen der Evangelisch-Augsburgischen Kirche in Polen zugeordnet, deren nächstgelegene Predigtstätte in Lębork (Lauenburg in Pommern) ist.

## Söhne und Töchter des Ortes
- Alwine Dollfuß (geb. Glienke, 1897–1973), Ehefrau des österreichischen Kanzlers Engelbert Dollfuß
- Ilse Schulz (1924–2009), deutsche Krankenschwester, Pflegeexpertin und Frauenforscherin